# صنوبر شرقی
صنوبر شرقی (نام علمی: Populus deltoides) نام یک گونه از سرده صنوبر است.